# Jakub Appenszlak
Jakub Appenszlak, ps. Pierrot (ur. 21 lipca 1894 w Warszawie, zm. 29 marca 1950 w Nowym Jorku) – polski dziennikarz, publicysta, prozaik, tłumacz, krytyk literacki i teatralny.

## Życiorys
Pionier literatury polsko-żydowskiej, m.in. jako współpracownik Biblioteki Pisarzy Żydowskich wydawnictwa Safrus. Debiutował literacko przed rokiem 1914. W 1915 opublikował poemat zatytułowany Mowie polskiej. Pisał początkowo zarówno dla prasy polskiej, jak i polsko-żydowskiej („Kurier Warszawski”, „Izraelita”). Później współpracował z czasopismami polskimi i polsko-żydowskimi, m.in. ze „Złotym Rogiem” (jako sekretarz redakcji), „Prawdą”, „Echami Literacko-Artystycznymi”, „Widnokręgami”, „Głosem Żydowskim” (1917), „Przeglądem Codziennym”, „Nowym Dziennikiem”, „Chwilą”, „Naszym Kurierem” (1919–1920) i TOZ-Jedies. Był współzałożycielem, wydawcą i redaktorem naczelnym „Naszego Przeglądu” (1923–1939), wydawcą tygodnika literackiego „Lektura” (1934) oraz prezesem Żydowskiego Towarzystwa Krzewienia Sztuk Pięknych. Związany był z Organizacją Syjonistyczną w Polsce (frakcja Czas Budować). W 1923 był jednym ze współzałożycieli Żydowskiego Towarzystwa Teatralnego. Zasiadał w komisji literackiej teatru Azazel.
W 1915 przetłumaczył na polski Państwo żydowskie Theodora Herzla. Tłumaczył na polski teksty Szolema Alejchema i Szaloma Asza. Napisał scenariusz do filmu Świt, dzień i noc Palestyny (1934).
Przed wybuchem II wojny światowej wyjechał do Genewy, skąd przeniósł się do Nowego Jorku. Redagował pisma polsko-żydowskie (m.in. „Naszą Trybunę”, 1940–1950), współpracował z polskim rządem w Londynie. Działał w wielu organizacjach na rzecz żydowskich uchodźców z Polski (m.in. w Association of Refugees and Immigrants from Poland; Federation of Jews from Poland in the U.S.A.; American Federation of Polish Jews; Canadian Federation of Polish Jews). Publikował artykuły związane z Holokaustem w języku polskim i angielskim.
Jego żoną była Paulina Appenszlak, dziennikarka, tłumaczka i poetka. 